# نهب القسطنطينية (1204)
حدث حصار ونهب القسطنطينية في أبريل 1204 وميز ذروة الحملة الصليبية الرابعة. قامت الجيوش الصليبية المتمردة بسرقة ونهب وتدمير أجزاء من القسطنطينية، عاصمة الإمبراطورية البيزنطية. بعد الاستيلاء على المدينة، تم تأسيس الإمبراطورية اللاتينية (المعروفة للبيزنطيين باسم فرانكوكراتيا أو الاحتلال اللاتيني) وتوج بالدوين الأول إمبراطور القسطنطينية اللاتينية في آيا صوفيا.
بعد نهب المدينة، قُسّمت أغلب أراضي الإمبراطورية البيزنطية بين الصليبيين. أسس الأرستقراطيون البيزنطيون عددًا من الدول الصغيرة المستقلة المنشقة، من بينها إمبراطورية نيقية، التي أعادت السيطرة على القسطنطينية عام 1261، وأعلنت إعادة الإمبراطورية. بيد أن الإمبراطورية المُستعادة لم تتمكن قط من استعادة قوتها الإقليمية أو الاقتصادية السابقة، ثم سقطت في نهاية المطاف أمام سلاطين الدولة العثمانية الصاعدة في حصار القسطنطينية عام 1453.
يعد حدث نهب القسطنطينية نقطة تحول رئيسية في تاريخ القرون الوسطى، إذ كان قرار الصليبيين بمهاجمة أكبر مدينة مسيحية في العالم غير مسبوقٍ وأثار الجدل فور اتخاذه. أرعبت وروعت التقارير حول الأعمال الوحشية والنهب الذي قام به الصليبيون العالم الأرثوذكسي، إذ أصبحت العلاقات بين الكنيستين الكاثوليكية والأرثوذكسية كارثية طيلة قرون عديدة بعد ذلك، ولم يكن من الممكن إصلاحها بشكل فعلي حتى العصر الحديث.
تُركت الإمبراطورية البيزنطية أكثر فقرًا مما كانت عليه، وأصغر حجمًا، وأقل قدرة على الدفاع عن نفسها ضد الغزاة الأتراك المتعاقبين؛ وهكذا أدت أعمال الصليبيين إلى التعجيل بانهيار المسيحية في الشرق، وعلى المدى البعيد يسرت وسهلت التوسع الإسلامي في أوروبا.

## الحصار
بحلول نهاية مارس عام 1204، كانت الجيوش الصليبية المتحدة تحاصر القسطنطينية حيث بدأ الإمبراطور ألكسيوس الخامس في تعزيز دفاعات المدينة حين كان يقوم بعمليات أكثر نشاطًا خارجها. بحلول الأسبوع الأول من شهر أبريل، بدأ الصليبيون حصارهم من معسكرهم في بلدة غلطة عبر القرن الذهبي من القسطنطينية.
في 9 أبريل 1204، بدأت القوات الصليبية والقوات البندقية الهجوم على تحصينات القرن الذهبي وذلك باجتياز الممر المائي إلى الجدار الشمالي الغربي للمدينة، ولكن بسبب سوء الأحوال الجوية، عادت القوات المهاجمة إلى الخلف، عندما أمطرت القوات المتقدمة منها، التي وصلت إلى اليابسة، بسهام سلاح الرماة في المناطق المفتوحة بين حصون القسطنطينية والشاطئ.

## السيطرة على المدينة
في 12 أبريل 1204، سارت الأحوال الجوية أخيرًا لصالح الصليبيين، عندما أصبح الطقس صافيًا، وصدر أمر بشن هجوم ثان على المدينة. ساعدت رياح شمالية قوية السفن البندقية بالقرب من القرن الذهبي على الاقتراب من سور المدينة، ما مكنها من الاستيلاء على بعض الأبراج على طول السور. بعد معركة قصيرة تمكن نحو 70 صليبيًا من دخول المدينة، وتمكن بعضهم من إحداث ثقوب كبيرة في الأسوار بما يكفي لزحف عدد قليل من الفرسان خلالها في نفس الوقت؛ نجحت القوات البندقية أيضًا في تسلق الأسوار من البحر، على الرغم من خوضهم قتالًا دمويًا شديدًا مع حراس فارانجي.
استولى الصليبيون على جزء بلاشيرناي في الشمال الغربي من المدينة واستخدموه كقاعدة هجومية، ولكن بينما كانوا يحاولون الدفاع عن أنفسهم بإحداث جدار ناري، انتهى بهم الأمر إلى حرق كثير من أجزاء المدينة. هرب الإمبراطور ألكسيوس الخامس من المدينة تلك الليلة عبر بوابة بولياندريو، وفرّ إلى الريف غربًا.

## نهب القسطنطينية
نهب الصليبيون القسطنطينية وأحدثوا الرعب والخراب طيلة ثلاثة أيام، سرقت خلالها أو دمرت العديد من الأعمال الرومانية واليونانية القديمة. أُخذت الخيول البرونزية الشهيرة من ميدان سباق الخيل (ميدان السلطان أحمد حاليًا) لتزين واجهة كنيسة سان ماركو في البندقية، وما زالت موجودةً هناك. دمّرت أعمال ذات قيمة فنية غير محدودة لمجرد قيمتها المادية، كما سُرق بعضها. كان أحد الأعمال التي واجهت هذا المصير تمثالًا برونزيًا كبيرًا لهرقل، من صنع النحات ليسيبوس الأسطوري، النحات الشخصي للإسكندر الأكبر. مثل الكثير من الأعمال الفنية الأخرى التي لا تقدر بثمن والتي صنعت من البرونز، صهر الصليبيون التمثال لأجل محتواه.

## روابط خارجية
- The Latin Occupation in the Greek Lands – The Latin Empire, from the Foundation of the Hellenic World
- "The Medieval Russian Account of the Fourth Crusade – A New Annotated Translation". مؤرشف من الأصل في 2019-12-15.

إحداثيات: 41°01′00″N 28°58′37″E / 41.0167°N 28.9769°E